# Національна школа суддів України
Національна школа суддів України -  державна установа зі спеціальним статусом, що забезпечує підготовку висококваліфікованих кадрів для судової системи та здійснює науково-дослідну діяльність.
На Національну школу суддів України не поширюється законодавство про вищу освіту.
Національна школа суддів України утворена при Вищій кваліфікаційній комісії суддів України  і здійснює свою діяльність відповідно до  Закону України "Про судоустрій і статус суддів" та статуту.

## Завдання Національної школи суддів України
1) спеціальна підготовка кандидатів на посаду судді;
2) підготовка суддів, у тому числі обраних на адміністративні посади в судах;
3) періодичне навчання суддів з метою підвищення рівня їхньої кваліфікації;
4) проведення курсів навчання, визначених кваліфікаційним або дисциплінарним органом, для підвищення кваліфікації суддів, які тимчасово відсторонені від здійснення правосуддя;
5) підготовка працівників апаратів судів та підвищення рівня їхньої кваліфікації;
6) проведення наукових досліджень з питань удосконалення судового устрою, статусу суддів і судочинства;
7) вивчення міжнародного досвіду організації та діяльності судів;
8) науково-методичне забезпечення діяльності судів, Вищої кваліфікаційної комісії суддів України та Вищої ради правосуддя.

## Структура Національної школи суддів України
Очолює НШСУ ректор Оніщук Микола Васильович. Відділи:
- Відділ науково-методичних досліджень проблем судочинства
- Відділ науково-методичного забезпечення діяльності судів загальної юрисдикції та бібліотечно-видавничої діяльності
- Відділ науково-методичного забезпечення діяльності вкксу та врп
- Тестологічний центр
- Відділ науково-методичного супроводження психологічної підготовки суддів
- Відділ міжнародного співробітництва
- Відділ спеціальної підготовки кандидатів на посаду судді
- Відділ підготовки суддів
- Відділ підготовки працівників апаратів судів
- Дніпропетровське регіональне відділення
- Львівське регіональне відділення
- Чернівецьке регіональне відділення
- Одеське регіональне відділення
- Харківське регіональне відділення
- Відділ забезпечення діяльності ректорату
- Відділ підготовки викладачів (тренерів)
- Юридичний відділ
- Відділ документального забезпечення та контролю
- Відділ бухгалтерського обліку та планової діяльності
- Відділ по роботі з персоналом
- Відділ інформаційних технологій
- Відділ адміністративно - господарського забезпечення

Підготовку слухачів Національної школи суддів України забезпечує високопрофесійний викладацький склад, до участі в навчальному процесі залучаються судді Верховного Суду України,  господарських, адміністративних судів; апеляційних та місцевих судів загальної юрисдикції, штатні викладачі.

## Міжнародна діяльність
Міжнародна діяльність Національної школи суддів України направлена на налагодження зв'язків та співробітництва з міжнародними організаціями, проектами та програмами міжнародної технічної допомоги, посольствами країн, акредитованих в Україні, іноземними закладами суддівської освіти з метою залучення найкращого світового досвіду та фінансування для вирішення нагальних потреб підготовки професійних кадрів для судової системи України.
Виконання цих завдання реалізується разом з міжнародними організаціями (Міжнародною організації суддівської освіти, Генеральним Секретаріатом Ради Європи та Офісом Представництва Ради Європи в Україні, Агентством США з міжнародного розвитку, Програмою розвитку комерційного права при Міністерстві торгівлі США, Канадською агенцією міжнародного розвитку, Програмою розвитку ООН, Міжнародною організацією з міграції).
Національна школа суддів України є членом Міжнародної організації суддівської освіти, яка об'єднує заклади освіти для суддів і прокурорів з 94 країн світу.
1. ↑  http://nsj.gov.ua/ua//about/structure/